# Преображение Господне Външно (Негуш)
„Преображение Господне“ (на гръцки: Μεταμόρφωση του Σωτήρος) е късновъзрожденска православна църква в южномакедонския град Негуш (Науса), Егейска Македония, Гърция. Храмът е част от енория „Преображение Господне“ на Берската, Негушка и Камбанийска епархия на Църквата на Гърция. Наричана е Преображение Господне Външно (έξω Αγιος Σωτήρας), за да се различава от градската църква „Преображение Господне“.

## Местоположение
Църквата е разположена на няколко километра югозападно от града по пътя за Долно Шел, на 600 m надморска височина в полите на Каракамен (Вермио).

## История
В миналото е била католикон на манастир, многократно разрушаван от османците. Възстановена е в 1906 година.

## Описание
В архитектурно отношение е каменна трикорабна базилика без купол.
В храма има два стенописа на негушкия зограф Димитрис (Такис) Скупер (1990) край входа. Иконите на иконостаса и Христос Вседържител са дело на негушкия зограф Христодулос Матеу. Има и дела на зографа Такис Хасюрас, както и на неизвестни по-стари зографи.